# Harnspeicherstörung
Als Blasen- oder Harnspeicherstörung wird eine Beeinträchtigung der Reservoirfunktion der Harnblase bezeichnet, sodass es zu einer nicht beabsichtigten Blasenentleerung kommt.
In erster Linie sind hier die vor allem bei Frauen bzw. im höheren Alter auftretenden Formen einer Harninkontinenz unterschiedlichen Schweregrades zu erwähnen.
Im Kindes- und Jugendalter muss bei einem bestehenden Einnässen laut Leitlinien der Deutschen Gesellschaft für Urologie sowie der Deutschen Gesellschaft für Kinder- und Jugendpsychiatrie und -psychotherapie streng zwischen einer Enuresis und allen anderen Formen einer kindlichen Harninkontenz unterschieden werden, um einen maximalen Behandlungserfolg zu erzielen, auch wenn die ICD-10 auf eine solche Einteilung keinen Wert legt.
Dass bei Harnblasenfehlbildungen wie einer Spaltblase (als einer Hemmungsfehlbildung) eine Reservoirfunktion der Harnblase von vornherein nicht gegeben sein kann, ist offensichtlich.